# Гургулица
Гургулица (болг. Гургулица) — село в Болгарии. Находится в Кырджалийской области, входит в общину Момчилград. Население составляет 52 человека.

## Политическая ситуация
В местном кметстве Гургулица, в состав которого входит Гургулица, должность кмета (старосты) исполняет Хашим Осман Вели (Движение за права и свободы (ДПС)) по результатам выборов.
Кмет (мэр) общины Момчилград — Ердинч Исмаил Хайрула (Движение за права и свободы (ДПС)) по результатам выборов.